# Пајпер PA-25-235 пони
Пајпер PA-25-235 пони / Piper PA-25-235 Pawnee  је амерички једномоторни, једноседи, нискокрилни авион са затвореном кабином, који се користио као пољопривредни авион у периоду од 1959 до данас (2020.).

## Пројектовање и развој
Фирма Пајпер је хтела да пројектује потпуно наменски авион намењен за пољопривредне радове (запрашивање и прихрањивање усева) с обзиром на то да су се до 1950 године за ову сврху обично користили адаптирани војни авиони. Као плод сарадње са Тексас А&М универзитетом, настао је авион АГ-3, који се касније усавршавањем трансормисао у фамилију авиона Пајпер PA-25.

### Технички опис
Труп авиона има заварену челичну конструкцију направљену од танкозидих челичних цеви обложену углавном импрегнираним платном док је трбух авиона и капотажа мотора обложена алуминијумским лимом. Иза мотора се налази резервоар, за смештај хемикалија или ђубрета. У продужетку се налази затворена кабина, специјално ојачана челичним цевима за већу безбедност пилота. Кабина је имала велике стаклене површине које обезбеђују пилоту добру прегледност.
Погонска група у авион је уграђиван 6-то цилиндричан боксер ваздухом хлађени мотор Lycoming O-540-B2B5 снаге 175 kW. на чијем вратилу је двокрака метална елиса пречника 2,13 метра.
Крила су металне конструкције направљена од дуралуминијума са две рамењаче, Облога је од импрегнираног платна а део крила је обложен и алуминијумским лимом. Крила су правоугаоног облика са заобљеним крајевима. Закрилца и крилца су такође дуралуминијумске конструкције а облога од платна.
Са горње стране, крила су упорницама у облику латиничног слова V била причвршћена за труп авиона. Корен упорнице је био причвршћен за труп а слободни крајеви су били везани за предњу и задњу рамењачу крила.
Репне површине су конструктивно изведене као и труп, конструкција од челичних цеви, додатно затегнита жицом са платненом покривком. Хоризонтални стабилизатор са сталним нападним углом, без тримера. Кабл од врха кабине до врха вертикалног стабилизатора служио је за сечење жица и каблова.
Стајни трап авиона је је био класичан (две предње ноге и један репни точак). Предње ноге се налазе испод крила и везане су за предњу рамењачу. стајни трап је фиксан и није се увлачио у труп авиона за време лета. На предњим ногама стајног трапа су уграђени уљно пнеуматски амортизери, точкови са хидрауличним кочницама и ниско притисним (балон) гумама. Трећи точак који се налази испод репа авиона имао је опружну амортизацију, био је самоуправљив и није се увлачио у труп авиона током лета.

### Варијанте
- AG-3 - Прототип изграђен на тексашком универзитету А&М .
- PA-25-150 пони - Почетна верзија опремљена је Лицоминг О-320 мотором од 150 КС (110 kW).
- PA-25-235 пони B - Опремљен је мотором Лицоминг О-540-Б2Б5 снаге 235 кс (175 kW).
- PA-25-235 пони C - Побољшана верзија модела B, нова елиса и олакшано сервисирање.
- PA-25-235 и ПА-25-260 пони D - са уграђеним резервоарима у крилима.
- eTug - са уграђеним атомобилским ГМ мотором и трокраком елисом.

## Оперативно коришћење
Овај авион се производио од 1959. до 1981. године и био је по броју најпродаванији пољопривредни авион на свету. Произведено је укупно 5.167 ових авиона. Многи од њих и дан данас (2020.) лете широм света.

### Авион Пајпер PA-25-235 пони у Југославији
Први авион Пајпер PA-25-235 пони је купљен 1963. године. Регистрован је под бројем YU-BLJ и служио је у Привредној авијацији Агрокомбината "Жарко Зрењанин" из Зрењанина као пољовпривредни авион. Овај авион је био један од најзаступљенијих пољопривредних авиона у Југославији. У Југослованском Регистру Цивилних Ваздухоплова било је укупно регистровано 42 авиона Пајпер PA-25-235 пони.